# Teck Another
Teck Anotherは、アメリカ合衆国カリフォルニア州ロングビーチのトラックメイカー。出身地は福岡県福岡市。

## 経歴
2002年に設立されたインディーズレーベル「サウンド・イン・カラー(Sound in Color)」の初期メンバー。当時のレーベルメイトにはMumbles, Blu, Exile, GB(Gifted & Blessed),Ricci Rucker, MainFrame, Daz-I-Kue(Bugs in the Attics)等が在籍し共に活動する。元CEOのJon Ancheta (a.k.a.MainFrame)とはカリフォルニア州立大学ロングビーチ校在学中に大学内で行われていたフリースタイルバトルで出会う。その時MainFrameが彼の音楽の才能と独創性を見出し共に活動するようになり、多くの黒盤12インチを作成する。2003年に同レーベルから発売されたファーストコンピレーションアルバム「MU.SIC」に参加。

## ディスコグラフィー

### 参加曲
- 2003: "Stone Cold" From compilation album "MU.SIC" (Sound in Color)
- 2003: "Sakuka" From compilation DVD "MU.SIC-Pixelated Pulse" (Sound in Color)
- 2004: "Love Song for Strings, Electric Piano, And Sequencing Software" From the GB album "Soundtrack for Sunrise" (Sound in Color)